# Sam Byrne
Sam John Byrne (Dublin, 23 juli 1995) is een Iers voetballer die bij voorkeur als aanvaller speelt. Hij tekende in juli 2014 een contract bij Everton. Dat lijfde hem transfervrij in nadat in mei 2014 zijn contract niet verlengd werd bij Manchester United.

## Clubcarrière
Byrne sloot zich in 2011 aan in de jeugdopleiding van Manchester United, nadat hij zijn eerdere opleiding genoot bij St Joseph's Boys. In de eerste helft van het seizoen 2013/14 speelde Byrne mee in de UEFA Youth League in elk van de zes groepswedstrijden. Op 31 januari 2014 werd hij uitgeleend aan Carlisle United. De volgende dag maakte hij zijn debuut tegen Bristol City. In 17 competitiewedstrijden scoorde hij één doelpunt voor Carlisle United, waarmee hij uitkwam in de League One. Op 23 mei 2014 liet Manchester United weten dat zijn contract niet zou verlengd worden.

## Interlandcarrière
Byrne kwam uit voor diverse Ierse nationale jeugdelftallen. In 2012 debuteerde hij voor Ierland –19, waarvoor hij reeds 7 doelpunten scoorde in 10 interlands.
1 Pickford ·
2 Patterson ·
5 Keane ·
6 Tarkowski ·
7 McNeil ·
8 Mangala ·
9 Calvert-Lewin ·
10 Ndiaye ·
11 Harrison ·
12 Virgínia ·
14 Beto ·
14 O'Brien ·
16 Doucouré ·
17 Chermiti ·
18 Young ·
19 Mykolenko ·
22 Broja ·
23 Coleman  ·
27 Gueye ·
29 Lindstrøm ·
31 Begović ·
32 Branthwaite ·
37 Garner ·
42 Iroegbunam ·
75 Dixon ·
Coach: Dyche
· Assistent-coach: Stone
· Assistent-coach: Woan
· Keeperstrainer: Kelly